# Universumhuset
63°49′11″N 20°18′20″Ø / 63.81972°N 20.30556°Ø
Universumhuset (eller blot Universum) er en bygning der er centralt placerat på Umeå Universitets campus, som rummer Aula Nordica, studenterforeningskontor, restauranter, café, frisørsalon og studierum. Bygningen ejes af Akademiska Hus .

## Historie
"At give universitetet et multiaktivitetshus var et vigtigt punkt på dagordenen ved udgangen af 1960'erne. Idéen om en central bygning hvor alle studenterne og almenheden skulle kunne omgås, spise og slappe af voksede ud af den ånd af kollektiv fællesskab der prægede stundenterlivet på det tidspunkt", skriver Katrin Holmqvist i sin bog om arkitekturen ved Umeå Universitet.
I 1970 stod de første dele af huset færdig, med en fløj for Umeå studenterforening, danselokaler og en centralt placeret restaurant, som på det tidspunkt var Europas største.[kilde mangler] i 1988 blev Aula Nordica opført, og i 1997 blev den bygget om og udvidet. I september 2006 blev Universumhuset genindviet efter omfattende renoveringer.
Ved et idéseminar i foråret 2014 blev tre forslag til en ny ombygning af Universum fremlagt, med den ambition atter at gøre huset til en naturlig indgang til universitetet og et centrum for information og service, både til studenter, personale og besøgende.